# Coughing Up a Storm
Coughing Up a Storm is het debuutalbum van de Australische punkband Frenzal Rhomb. Het album werd in 1995 uitgegeven op cd door het Australische onafhankelijke platenlabel Belly of the Buddha Records en op 28 oktober 1997 werd het album heruitgegeven op lp en cd door het Amerikaanse platenlabel Liberation Records onder de titel Once a Jolly Swagman Always a Jolly Swagman. De heruitgave bevat enkele bonustracks.
Voor het heruitgegeven album geldt: track 1-7 zijn genomen van de ep Dick Sandwich (1993), track 8-21 komen van Coughing Up a Storm (1995) en track 22-24 van de ep Sorry About the Ruse (1994).

## Nummers
| Coughing Up a Storm (1995) Op de derde track van de oorspronkelijke versie begint na het einde van het nummer "Run" een hidden track. De laatste drie tracks bevatten enkele opnames van de antwoordapparaten van de bandleden. 1. "Genius" 2. "Fraud" 3. "Run" 4. "Get Off" 5. "Hate" 6. "Suburban Male" 7. "Don't Speak" 8. "Sick and Tired" 9. "Infotainment" 10. "Dugadugabowbow" 11. "No Thought" 12. "4 Litres" 13. "Big Paranoia" 14. "Cones" 15. "Kaan Kaant" 16. (geen titel) 17. (geen titel) 18. (geen titel) | Once a Jolly Swagman Always a Jolly Swagman (1997) Op de hoes van het album wordt het nummer "Infotainment" niet genoemd, hoewel dit nummer wel tussen track 15 en 16 te horen is. 1. "Richer Than You" - 2:08 2. "Roger" - 2:03 3. "You're O.K." - 1:49 4. "Million" - 3:37 5. "Chemotherapy" - 1:52 6. "Who Can You Trust" - 1:03 7. "Home and Away" - 3:29 8. "Genius" - 3:00 9. "Fraud" - 2:33 10. "Run" - 3:10 11. "Get Off" - 2:40 12. "Hate" - 0:57 13. "Suburban Male" - 2:37 14. "Don't Speak" - 2:08 15. "Sick and Tired" - 2:09 16. "Dugadugabowbow" - 2:38 17. "No Thought" - 2:30 18. "4 Litres" - 2:14 19. "Big Paranoia" - 2:17 20. "Cones" - 2:00 21. "Kaan Kant" - 2:52 22. "Fuck the System" - 1:47 23. "Can't Trust a Redneck" - 2:14 24. "Why Aren't You Dead?" - 2:18 |

## Band
- Jason Whalley - zang
- Ben Constello - gitaar
- Nat Nykyruj - drums
- Lex Feltham - basgitaar, orgel, zang